# Dov Yermiya
Dov Yermiya (1914 - 30 de janeiro de 2016) foi um ex-tenente-coronel das Forças de Defesa de Israel. Na guerra árabe-israelense de 1948 ele era o oficial que dirigiu o assalto que terminou com a conquista de Séforis, e sua memória do evento confirma a versão dos fatos dada pelos palestinos que fugiram. Durante a Guerra do Líbano de 1982, Yermiya foi expulso de sua unidade para expressar a crítica pública de tratamento da IDF de civis. Em seu relato diário da artilharia e ataques aéreos no campo de refugiados de Ain al-Hilweh, ele escreveu que a quantidade de bombas usadas para bombardear a área lembrou da Segunda Guerra Mundial.
No ano seguinte ele se tornou famoso por sua conta esse período em seu livro My War Diary: Lebanon June 5 -- July 1, 1982. Publicado em desafio às leis de censura, provocou, segundo os editores, "ampla controvérsia quando foi publicado pela primeira vez em Israel", mas foi ignorada pela mídia ocidental. O livro criticou israelenses ações durante a guerra, e foi publicado pela primeira vez em hebraico com o título "Yoman Hamilchama Shéli". Mais tarde, foi traduzido para inglês e publicado pela "South End Press". O livro tem sido dada alguma atenção por intelectuais ocidentais, como o escritor estadunidense Noam Chomsky. Em 1983 ele foi o destinatário de um Prêmio de Direitos Humanos da Associação pelos Direitos Civis por seu trabalho em aliviar o sofrimento dos civis libaneses durante as hostilidades. O Exército de Israel aliviou-o de dever. De acordo com Edward Alexander, em um capítulo que examina o que ele chama de "anti-semitismo, de estilo israelense,', Yermiya disse ter feito uma profissão de dar palestras em todo o mundo que se baseiam em um analogia entre Israel e a Alemanha Nazi, e de ter afirmado em uma entrevista que ele e seus amigos pensei que tão cedo quanto em 1945, que o Holocausto seria "afeta judeus em Israel... para o mal."
Em julho de 2009, Yermiya escreveu para amigos expressar seu desespero com a situação na Palestina e Israel, e concluindo
Portanto, eu, aos 95 anos de idade de Sabra (nativo nascido judeu israelense), que tem arado os seus campos, as árvores plantadas, construiu uma casa e filhos genadas, netos e bisnetos, e também derramou seu sangue na batalha para a fundação do Estado de Israel,

Declaro que renuncio à minha crença no sionismo que falhou, que não deve ser leal ao Estado fascista judaica e suas visões loucos, que não vou mais cantar seu hino nacionalista, que vou estar na atenção apenas nos dias de luto para aqueles que caíram em ambos os lados nas guerras, e que eu pareço com um coração quebrado em um Israel que está a cometer suicídio e as três gerações de descendentes que eu nascidos e criados na mesma.— Dov Yermiya em julho de 2009
Yermiya morreu no dia 30 de janeiro de 2016, em sua casa em Kibbutz, Eilon.